# Boletín de la Academia Nacional de Ciencias
Boletín de la Academia Nacional de Ciencias (abreviado Bol. Acad. Nac. Ci.) es una revista con ilustraciones y descripciones botánicas editada en Argentina. Se publica desde 1875 hasta ahora.